# Melanagromyza oligophaga
Melanagromyza oligophaga este o specie de muște din genul Melanagromyza, familia Agromyzidae, descrisă de Spencer în anul 1990. Conform Catalogue of Life specia Melanagromyza oligophaga nu are subspecii cunoscute.